# Con đường Gốm sứ
Con đường gốm sứ ven sông Hồng xuất phát từ ý tưởng của họa sĩ, nhà báo Nguyễn Thu Thủy là một công trình nghệ thuật trong chương trình chào đón đại lễ 1000 năm Thăng Long  của nhân dân thủ đô Hà Nội. Công trình này đã nhận được giải thưởng "Bùi Xuân Phái" vì tình yêu Hà Nội" năm 2008 và Tổ chức Guinness thế giới đã công nhận đây là bức tranh gốm dài nhất thế giới (dài xấp xỉ 3,85 km) - đạt kỷ lục Guinness.

## Thi công
Danh sách người tham gia thực hiện thi công con đường gốm sứ:
|     |                     |                                                     |
| STT | Tên                 | Chức danh, nghề nghiệp                              |
|     |                     |                                                     |
| 1   | Bùi Viết Đoàn       | Nhà điêu khắc                                       |
| 2   | Bằng Việt           | Nhà thơ                                             |
| 3   | Christina Diaz      | Nữ họa sĩ                                           |
| 4   | Hà Huy Hiệp         | Họa sĩ                                              |
| 5   | Hà Huy Mười         | Họa sĩ                                              |
| 6   | Jacob Reymond       | Họa sĩ, nhà làm phim                                |
| 7   | Jane Golden         | Nghệ sĩ                                             |
| 8   | Joel Bennett        | Nghệ sĩ gốm                                         |
| 9   | Jon Pounds          | Nghệ sĩ                                             |
| 10  | Lê Huy Tiếp         | Họa sĩ                                              |
| 11  | Maria Teresa Bobbio | Nữ họa sĩ                                           |
| 12  | Michael Geertsen    | Nghệ sĩ gốm                                         |
| 13  | Ngô Bá Hoàng        | Họa sĩ, giảng viên mỹ thuật                         |
| 14  | Nguyễn Huy Cường    | Nhà báo                                             |
| 15  | Nguyễn Quý Sơn      | Quang Minh SJC                                      |
| 16  | Nguyễn Thu Thủy     | Nhà báo, họa sĩ, tác giả ý tưởng                    |
| 17  | Nguyễn Trọng Tuấn   | VP Ban Chỉ đạo Kỷ niệm 1000 năm Thăng Long - Hà Nội |
| 18  | Nguyễn Vinh Phúc    | Nhà Hà Nội học                                      |
| 19  | Nguyễn Đình Toán    | Nhà nhiếp ảnh                                       |
| 20  | Nguyễn Đỗ Bảo       | Nhà nghiên cứu mỹ thuật                             |
| 21  | Nguyễn Đức Hòa      | Sở VH-TT & DL Hà Nội                                |
| 22  | Olivia Gude         | Giáo sư Mỹ thuật                                    |
| 23  | Sonja Vitulic       | Nữ họa sĩ                                           |
| 24  | Trần Khánh Chương   | Họa sĩ                                              |
| 25  | Đỗ Quốc Vị          | Nhà điêu khắc, giảng viên mỹ thuật                  |
| 26  | Phương Văn Kim      | Họa sĩ                                              |
| 27  | Nguyễn Văn Khánh    | Họa sĩ Buildviet                                    |
| 28  | Bùi Anh Tuấn        | Họa sĩ - FPT                                        |

## Tài trợ
Danh sách gần 70 nhà tài trợ công trình:

## Đánh giá về con đường gốm sứ
- Nhận xét của một người là cư dân Hà Nội:

| “                | Tôi là một cư dân Hà Nội, là người ngoại đạo về nghệ thuật. Nhưng tôi rất quan tâm tới dự án ngay từ khi có thông tin về ý tưởng tới khi những đoạn tranh đầu tiên được hình thành. Tôi rất ủng hộ dự án xét cả về ý nghĩa làm đẹp cho thành phố lẫn hiệu ứng xã hội mà nó tạo ra với tính chất là một dự án nghệ thuật cộng đồng. Thường xuyên qua lại trên đoạn đường này, lúc đầu tôi thấy hơi lo vì sau khi những mét tường đầu tiên được hoàn thành thì bỗng dưng thấy tiến độ lắng xuống. Giờ đây, tôi đã yên tâm và thấy vui khi lâu lâu lại thấy có một đoạn tường đê mới được phủ những bức tranh tươi sáng, làm thành phố đẹp lên từng ngày. Tôi cũng có cảm nhận về một hiệu ứng khác là sau khi những bức tranh hoàn thành thì hình như các hành vi thiếu văn hóa vẫn thường gặp trước đây như tiểu tiện bừa bãi lên tường đê đã không còn nữa. Thật tốt biết bao. | ” |
| — Trần Quốc Dũng | |   |

- Nhận xét của GS Sử học Lê Văn Lan:

| “ | Tôi cho đây là một ý tưởng hay, là một sáng kiến. Có thể nói cao hơn nữa thậm chí là một phát kiến. Chúng ta hàng ngày đi qua con đường đê xám xịt, bị thu hẹp không gian lại của xi măng vững chãi. Chỉ có chị Thu Thủy trên cái sự cứng hóa đã nảy ra ý tưởng tạo cho nó vẻ đẹp, màu sắc, hình ảnh mà lâu nay ta chẳng nhìn ra. Trước đây chúng tôi có nghiên cứu về diễn trường Đông Bộ Đầu nhưng chưa tìm ra địa điểm lịch sử đó. Gần đây chúng tôi mới tìm ra nó và nảy ra ý định mô tả lại diễn trường của Đông Bộ Đầu. Sách thì có rồi, phim làm rồi nhưng có hình thức nào đánh dấu chỗ diễn ra trận đông bộ đầu thì chưa có. Tôi nghĩ bức tranh gốm này là một hình thức đánh dấu sự kiện lịch sử thời Trần năm 1258. | ” |

- Ý kiến của nhà Hà Nội học Nguyễn Vinh Phúc:

| “ | Con đường Gốm sứ là một công trình nghệ thuật. Nhưng do phải kêu gọi nguồn đầu tư xã hội hóa nên việc gắn logo cho các nhà tài trợ cũng là điều hợp lý thôi. Tuy nhiên, có một số logo to quá, nên thu nhỏ lại. Con đường Gốm sứ bị chỉ trích vì phần nào đó, sự quảng cáo hơi lộ liễu. Còn về chủ đề, nội dung, thực ra, Con đường Gốm sứ không phải là một thứ biên niên sử, nên nó không nhất thiết và cũng không thể giới thiệu hết về lịch sử Hà Nội. Hơn nữa, một bức tranh dài chỉ giới thiệu về lịch sử cũng sẽ gây nhàm chán. | ” |

Đến thời điểm 11/9/2010 có nhiều vết nứt và vết vỡ trên các bức tường dọc theo con đường này.
Tháng 6/2020, khoảng 600m tranh gốm đoạn ngã ba Nghi Tàm - Xuân Diệu bị phá dỡ để mở rộng đường đến cầu Nhật Tân.

## Hình ảnh

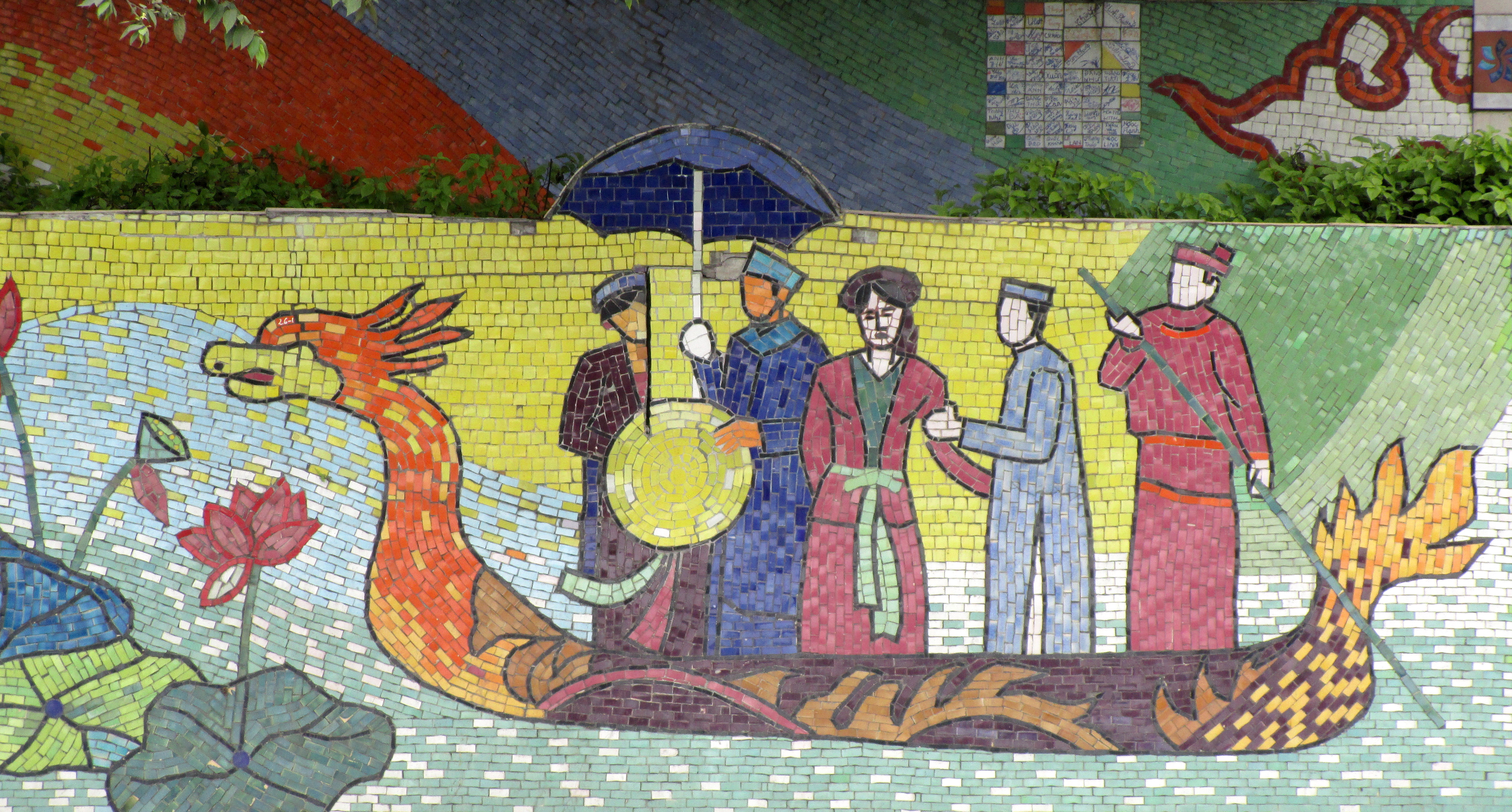
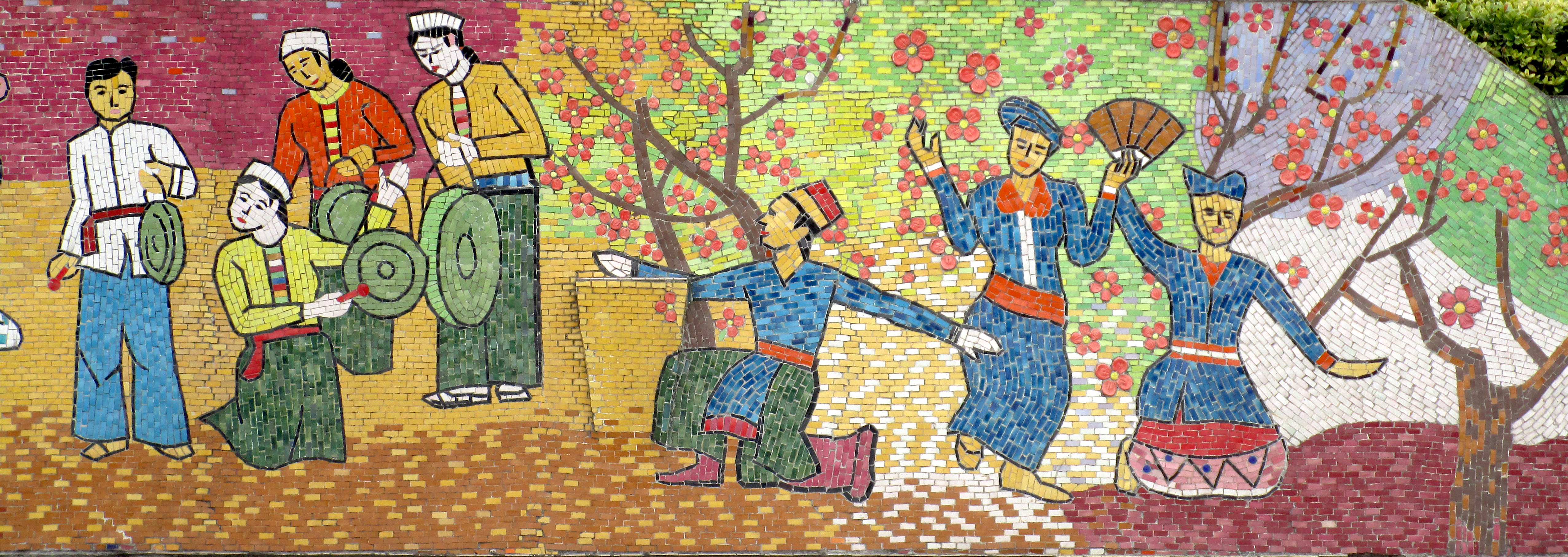
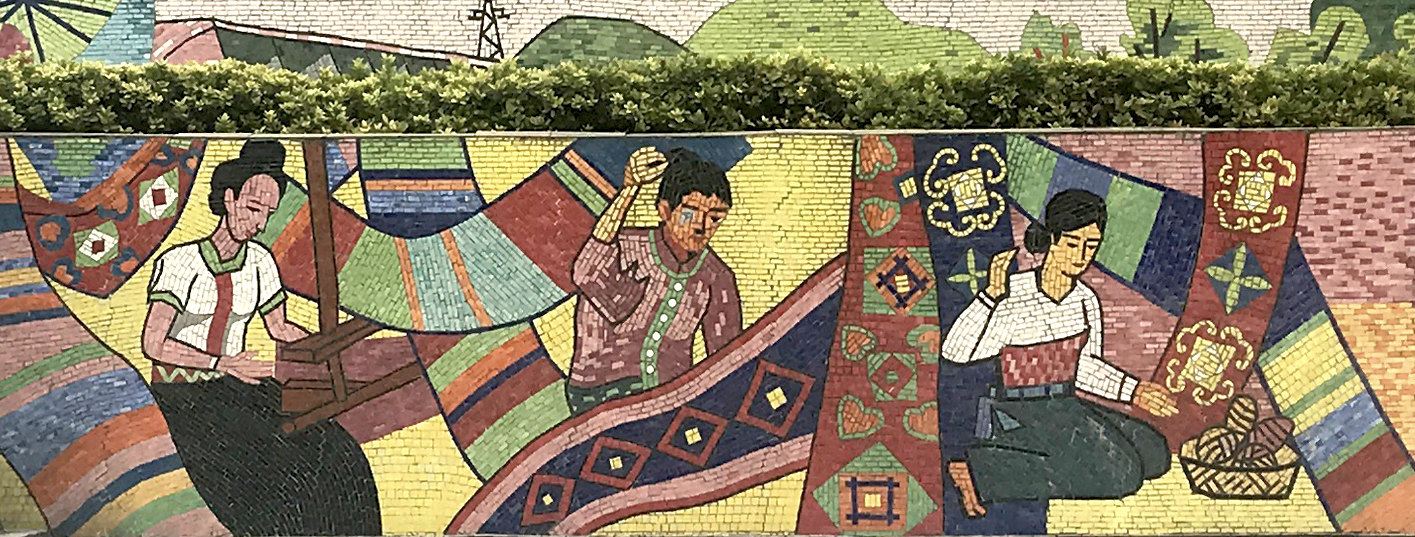
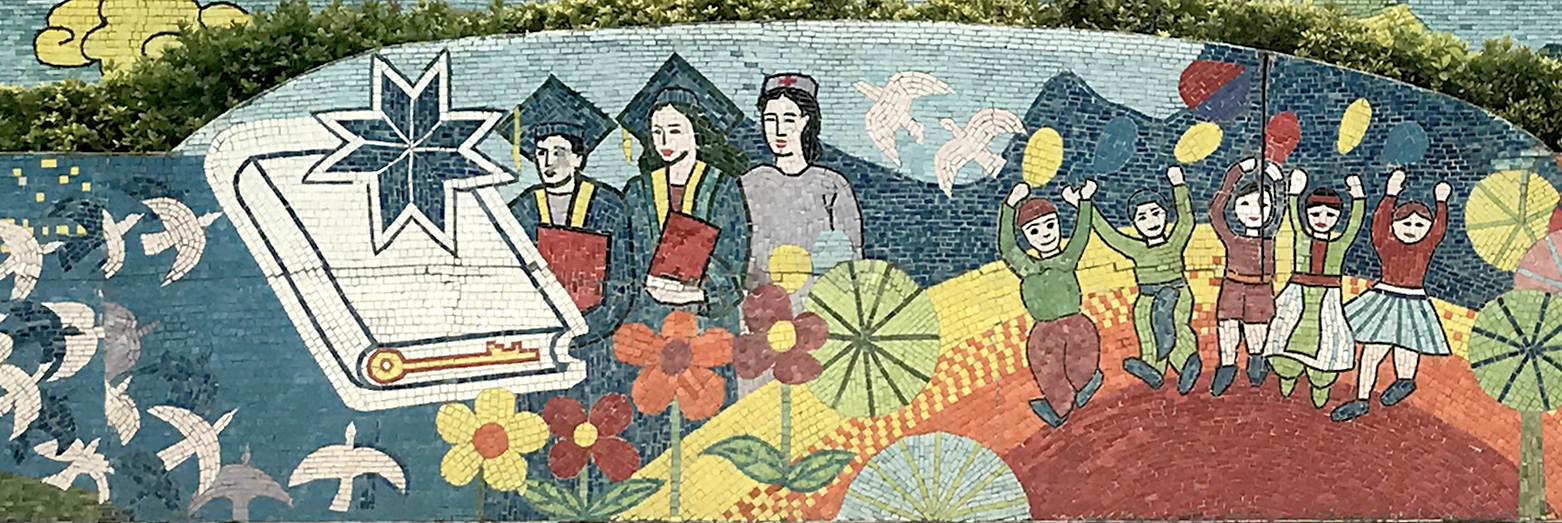
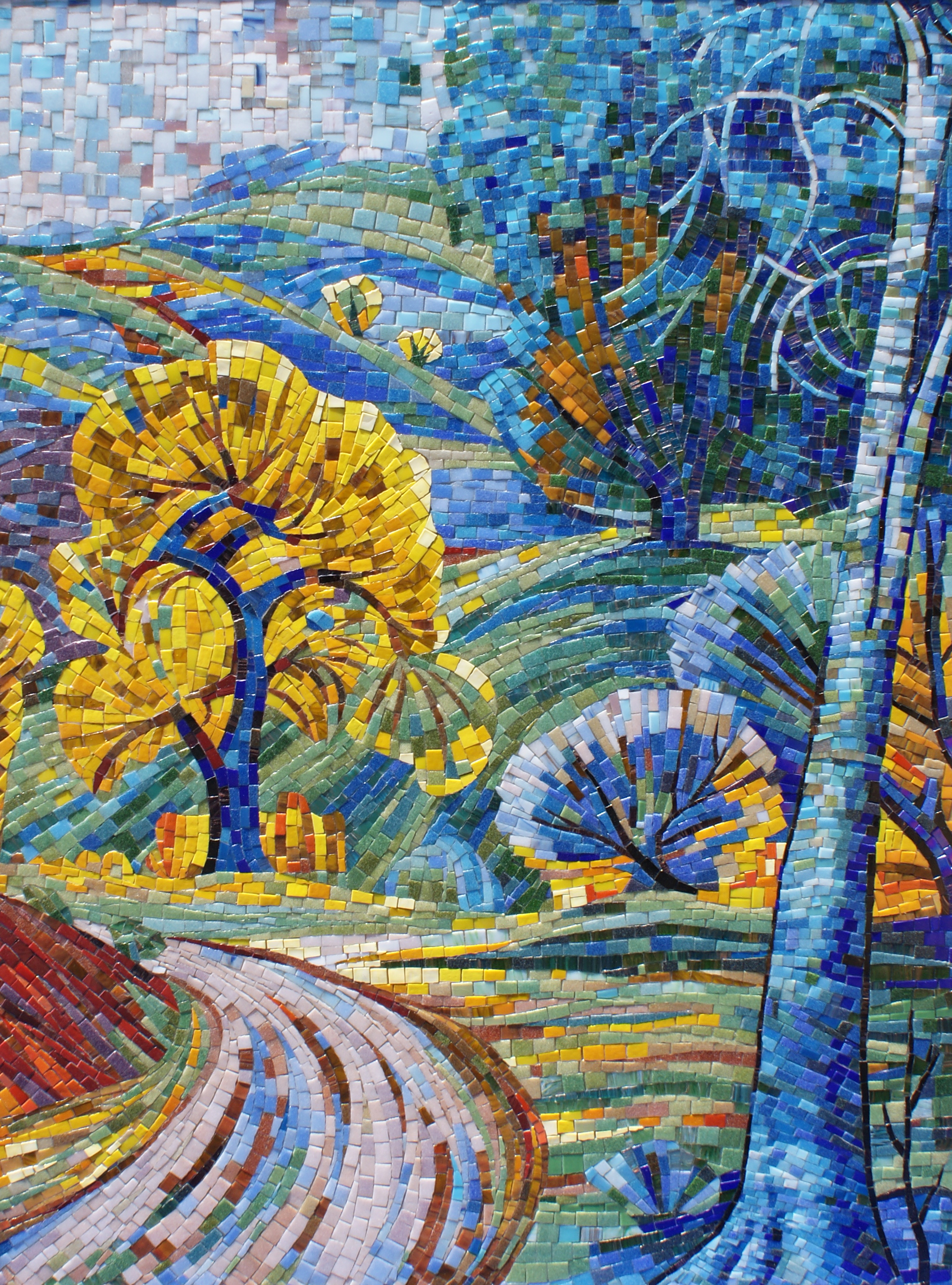
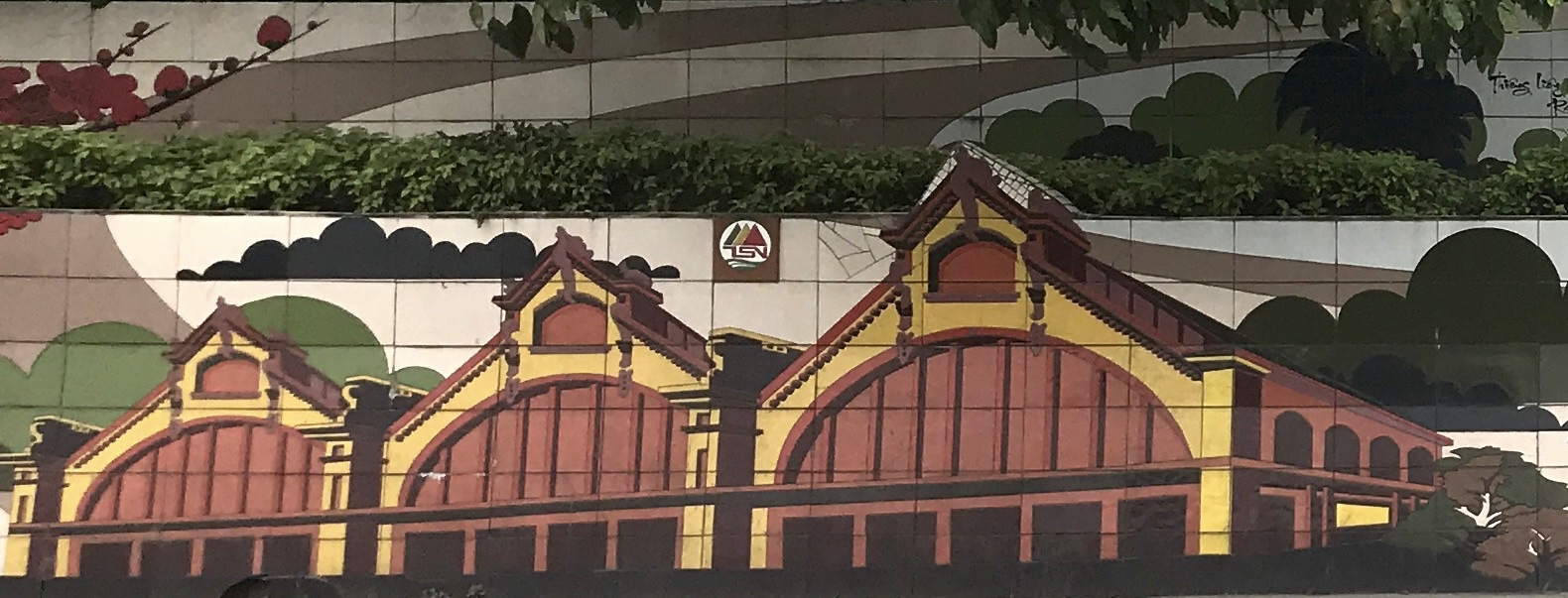
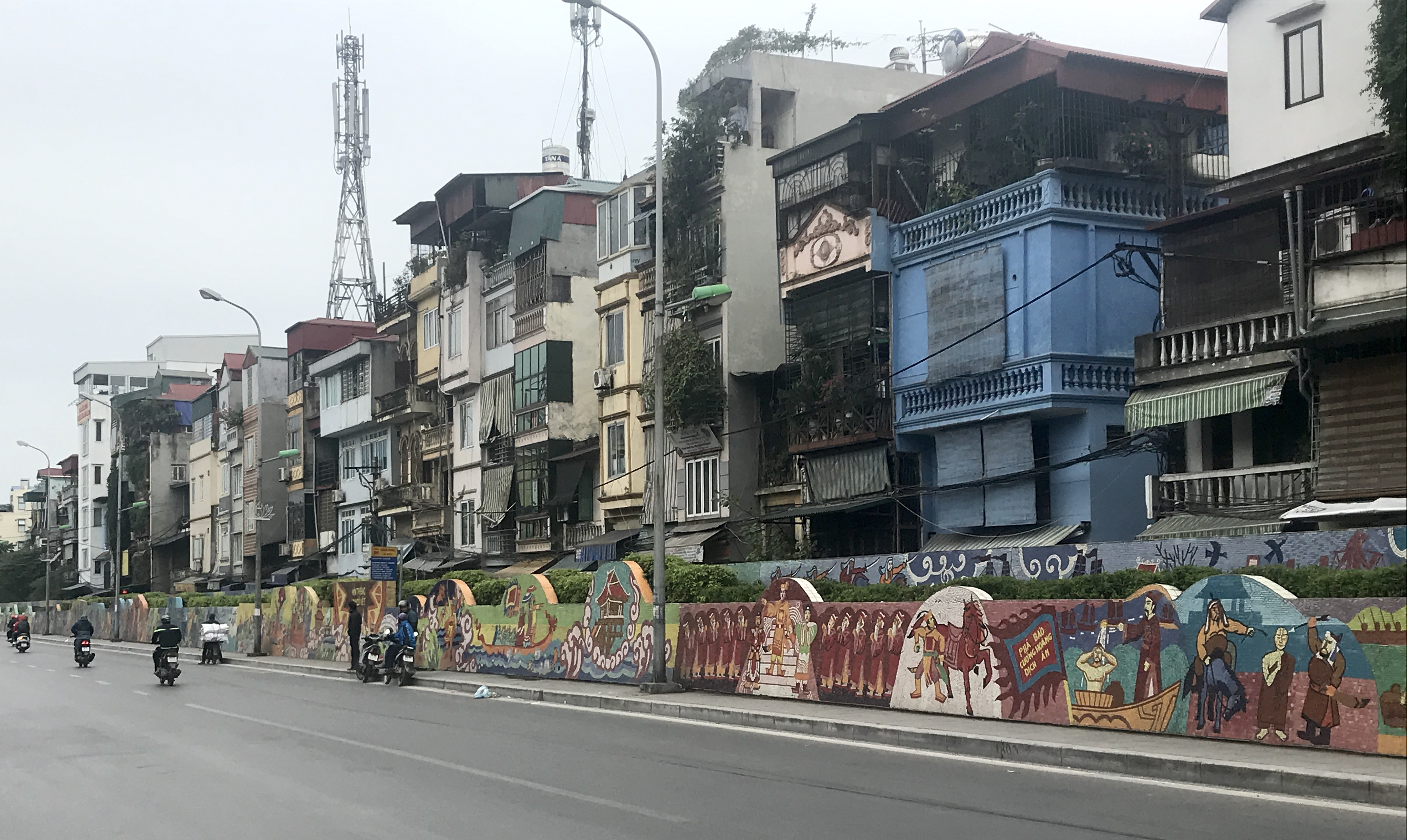